# Le Boudri
Le Boudri est un sommet des Alpes valaisannes, en Suisse, situé dans le canton du Valais, qui culmine à 3 071 m d'altitude. Il se trouve à l'est du village de Zinal.